# 百川敬仁
百川 敬仁（ももかわ たかひと、1948年5月15日 - ）は、日本の国文学者。元明治大学法学部教授。東京大学国文科卒、同大学院修了、1974年東大教養学部助手、1982年国文学研究資料館助教授、明大助教授を経て教授。2012年9月退職。
日本近世文学が専門で本居宣長を研究するが、「もののあはれ」というのは、最終的に集団的な悲哀感の中へともろもろの問題を解消してしまう日本特有の心性だと論じる。ほか夢野久作など近代文学も論じる。

## 著書
- 『源氏物語』三　----日本の文学 古典編１３---- ほるぷ出版 1986
- 『内なる宣長』東京大学出版会 1987
- 『「物語」としての異界』砂子屋書房 1990
- 『日本のエロティシズム』ちくま新書 2000
- 『夢野久作 方法としての異界』岩波セミナーブックス 2004

## 共著
- 『江戸文化の変容 十八世紀日本の経験』 平凡社 1994

## 主要論文
「前（プレ）源氏物語　或は文学的転位」
「人文科学科紀要」（第60輯）1975年3月　東京大学教養学部
　「前（プレ）源氏物語から源氏物語へーー作品的統一性と作家的同一性ーー」
「比較文化研究」（第15輯）1977年3月　東京大学教養学部
　「源氏物語における演技問題の生成」
「国語と国文学」至文堂、1981年6月
　「近代能楽集－－『源氏供養』をめぐって－－」
「国文学」（Vol.31 No.8）1986年7月号、學燈社
　　“MONO NO AWARE"－－THE IDENTITY OF THE JAPANESE  (英文)
　｢国文学研究資料館紀要｣ 第13号  1987年3月  
　「夢十夜」　
「国文学」 (Vol.33 No.4)  1988年3月、學燈社
　「巫女論」「他界論」（｢全読・共同幻想論｣の中）　
「国文学」 (Vol.33 No.3)  1988年3月、學燈社  
　「異界・物語・時間----読本にそくして」
「季刊江戸文学」（Vol.1 No.1）1989年11月、ぺりかん社
　「紫式部『源氏物語』----私の知らない私」「国文学」（Vol.34, No.15）1989年12月、學燈社　
　「初めに異界ありき」
「物語」(Vol.1) 1990年7月、砂子屋書房
　
　「八犬伝と二律背反」
「江戸文学4」ぺりかん社、1990年11月
　「故郷とノスタルジア---日本近代の時間性について---」
「日本の美学」19、ぺりかん社、1992年12月
　「中世的なものから近世へ」
「批評空間」11、福武書店、1993年10月
　「武士道と＜もののあわれ＞---丸山真男「忠誠と反逆」をめぐって」
「現代思想」22-1、青土社、1994年1月
　「日本心性史の試みーー古代・中世をめぐって」
「歴史と理論」創刊号、歴史と理論研究会、1994年3月
　「平田篤胤と<もののあわれ>」
「ユリイカ」1994年12月臨時増刊号、青土社
　「浮舟--＜死の練習＞としての物語」
「源氏研究」第5号、翰林書房、2000年4月
　「漢心とやまとごころ」
「解釈と鑑賞」第67巻9号、2002年9月、至文堂
　「丸山真男の「忠誠と反逆」と武士道」
「武士道入門」（文芸別冊）、2004年6月、河出書房新社
　「野坂昭如と三島由紀夫――言葉・行動・エロティシズム」
「ユリイカ」第37巻13号、2005年12月、青土社